# Frieder Birzele
Frieder Birzele (* 17. Januar 1940 in Göppingen; † 25. Dezember 2023 ebenda) war ein deutscher Politiker (SPD). Er war Beamter, Rechtsanwalt, von 1976 bis 2006 Mitglied des Landtages von Baden-Württemberg und von 1992 bis 1996 Innenminister des Landes Baden-Württemberg.

## Ausbildung und Beruf
Frieder Birzele, Sohn von Hildegard Birzele, geborene Benzing, und des Steuerberaters Georg Birzele, legte 1959 das Abitur ab und studierte von 1960 bis 1965 Rechtswissenschaften an der Universität Tübingen und an der FU Berlin. Seine Staatsprüfungen legte er 1965 und 1969 ab. Ab 1969 war er als Wissenschaftlicher Assistent an der Universität Tübingen tätig, wo er bereits seit 1967 am kriminologischen Institut arbeitete. Ab 1974 war Birzele beim Regierungspräsidium Tübingen als Regierungsrat und dann als Oberregierungsrat tätig, bevor er 1976 eine Rechtsanwaltspraxis gründete.

## Politische Tätigkeit
Schon seit 1963 engagierte sich Birzele auch politisch mit dem Eintritt in die SPD. Er war Mitglied in mehreren Verbänden, unter anderem war er an der Gründung der Sozialdemokratischen Gemeinschaft für Kommunalpolitik beteiligt. In den 1970er Jahren war er auch bei der Gewerkschaft Erziehung und Wissenschaft (GEW) und der Gewerkschaft Öffentliche Dienste, Transport und Verkehr (ÖTV) aktiv.
1976 wurde Birzele als Abgeordneter des Wahlkreises Göppingen in den Landtag von Baden-Württemberg gewählt, dem er bis 2006 ununterbrochen angehörte. Von 1980 bis 1992 war er dort stellvertretender Vorsitzender seiner Fraktion. 1991 wurde er einer breiteren Öffentlichkeit bekannt, als er den Vorsitz im Untersuchungsausschuss übernahm, den der Landtag zur Aufklärung der Traumschiff-Affäre des zurückgetretenen Ministerpräsidenten Lothar Späth (CDU) eingesetzt hatte.
Nach der Landtagswahl 1992 wurde Baden-Württemberg von einer Großen Koalition unter Ministerpräsident Erwin Teufel (CDU) regiert, in dessen Kabinett Birzele als Innenminister eintrat. Nach der Landtagswahl 1996 wurde die Große Koalition von einer CDU/FDP-Koalition abgelöst. Birzele musste daher sein Ministeramt zugunsten seines CDU-Nachfolgers Thomas Schäuble aufgeben. Am 11. Juni 1996 wurde Birzele zum Ersten Stellvertretenden Präsidenten des Landtags von Baden-Württemberg gewählt. Er wirkte zudem als stellvertretender Landesvorsitzender der SGK in Baden-Württemberg.

## Ehrenämter
Birzele war von 1994 bis 2013 Vorsitzender des Volkshochschulverbandes Baden-Württemberg und in dieser Funktion Mitglied des Rundfunkrats des SWR. Dort war er erster Stellvertreter des Vorsitzenden des Rundfunkrats.
Weitere Ehrenämter bekleidete er bei der Deutsch-Polnischen Gesellschaft sowie beim Diakonischen Werk Württemberg.

## Privates
Birzele war evangelisch, ab 1966 verheiratet mit Ilse Birzele, geborene Ladenberger, und hatte die Kinder Eva, Jan und ein weiteres. Er starb am 25. Dezember 2023 im Alter von 83 Jahren in Göppingen an einer Lungenentzündung.

## Ehrungen
- 1980: Verdienstkreuz am Bande der Bundesrepublik Deutschland
- 1987: Verdienstkreuz 1. Klasse der Bundesrepublik Deutschland
- 1994: Senator-Lothar-Danner-Medaille
- 1999: Großes Verdienstkreuz der Bundesrepublik Deutschland
- 2006: Verdienstmedaille des Landes Baden-Württemberg[4]